# Starzyce (powiat choszczeński)
Starzyce (niem. Reierort) – wieś sołecka w Polsce położona w województwie zachodniopomorskim, w powiecie choszczeńskim, w gminie Bierzwnik. W latach 1975–1998 miejscowość administracyjnie należała do województwa gorzowskiego. W roku 2007 wieś liczyła 83 mieszkańców. 

## Geografia
Wieś leży ok. 1 km na zachód od Bierzwnika, między Bierzwnikiem a miejscowością Rębusz.

## Historia
Wieś kolonistów z XVIII wieku, założona przez dzierżawcę domenyzą w domenie. Wieś powstała w 1754 r. z 10 łanami i 20 rodzinami. Założyciel nie wywiązał się z obietnicy i osadnicy sami musieli karczować tere, w zamian otrzymali osiem lat wolnizny. W 1766 r. było tutaj 20 gospodarstw wśród 118 mieszkańców. W 1800 roku Starzyce wciąż było wsią kolonistów ze 148 mieszkańcami w 22 domach. W 1925 r. wieś liczyła już tylko 55 osób.